# Vestnes kommun
Vestnes kommun (norska: Vestnes kommune) är en kommun i landskapet Romsdal i Møre og Romsdal fylke i västra Norge. Kommunens centralort är tätorten Vestnes. 

## Administrativ historik
Vestnes kommun bildades på 1830-talet, samtidigt med flertalet andra norska kommuner.
Kommunen delades 1899 varvid Tresfjords kommun bildades, som då gick under namnet Sylte kommun. 1964 slogs Tresfjords och Vestnes kommuner samman igen.
Den 1 januari 2021 fördes området kring orten Vågstranda (grundkretsarna Hjelvik och Våge, motsvarande Vågstranda socken) över från Rauma kommun till Vestnes kommun.

## Tätorter
I Vestnes kommun finns fem tätorter:
- Fiksdal
- Tresfjord
- Tomrefjord (Tomra)
- Vestnes (centralort)
- Vikebukt

## Socknar
Inom Norska kyrkan är Vestnes kommun indelad i fem socknar:
- Fiksdals socken
- Tresfjords socken
- Vestnes socken
- Vike socken
- Vågstranda socken

Socknarna ingår i Molde domprosteri i Møre stift.

## Bilder

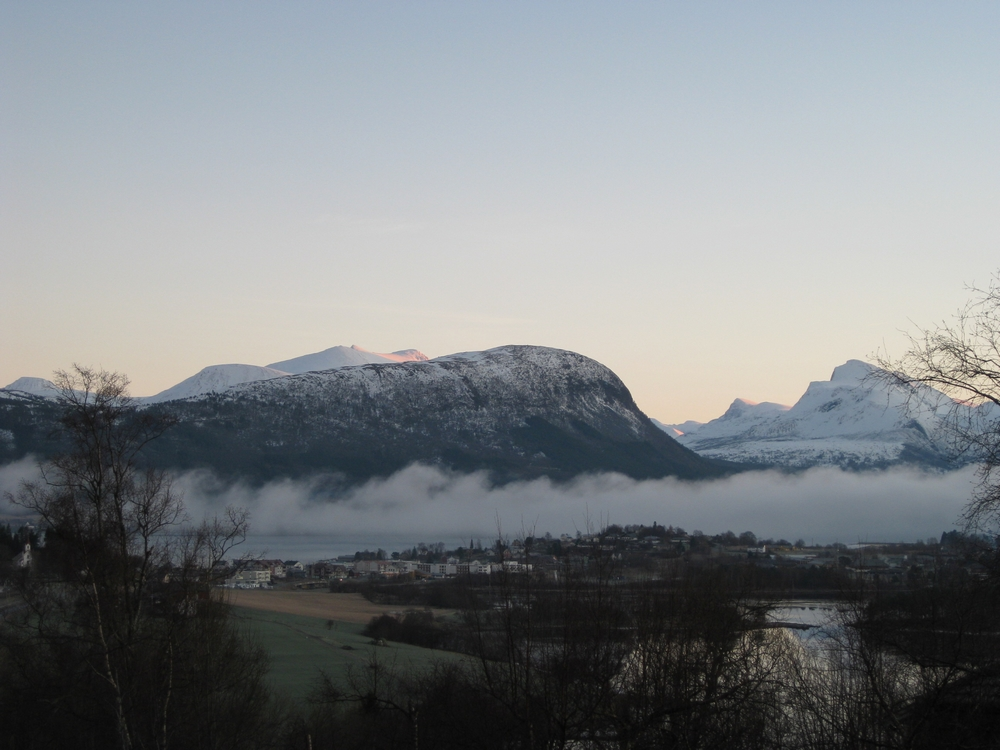
Vestnes.
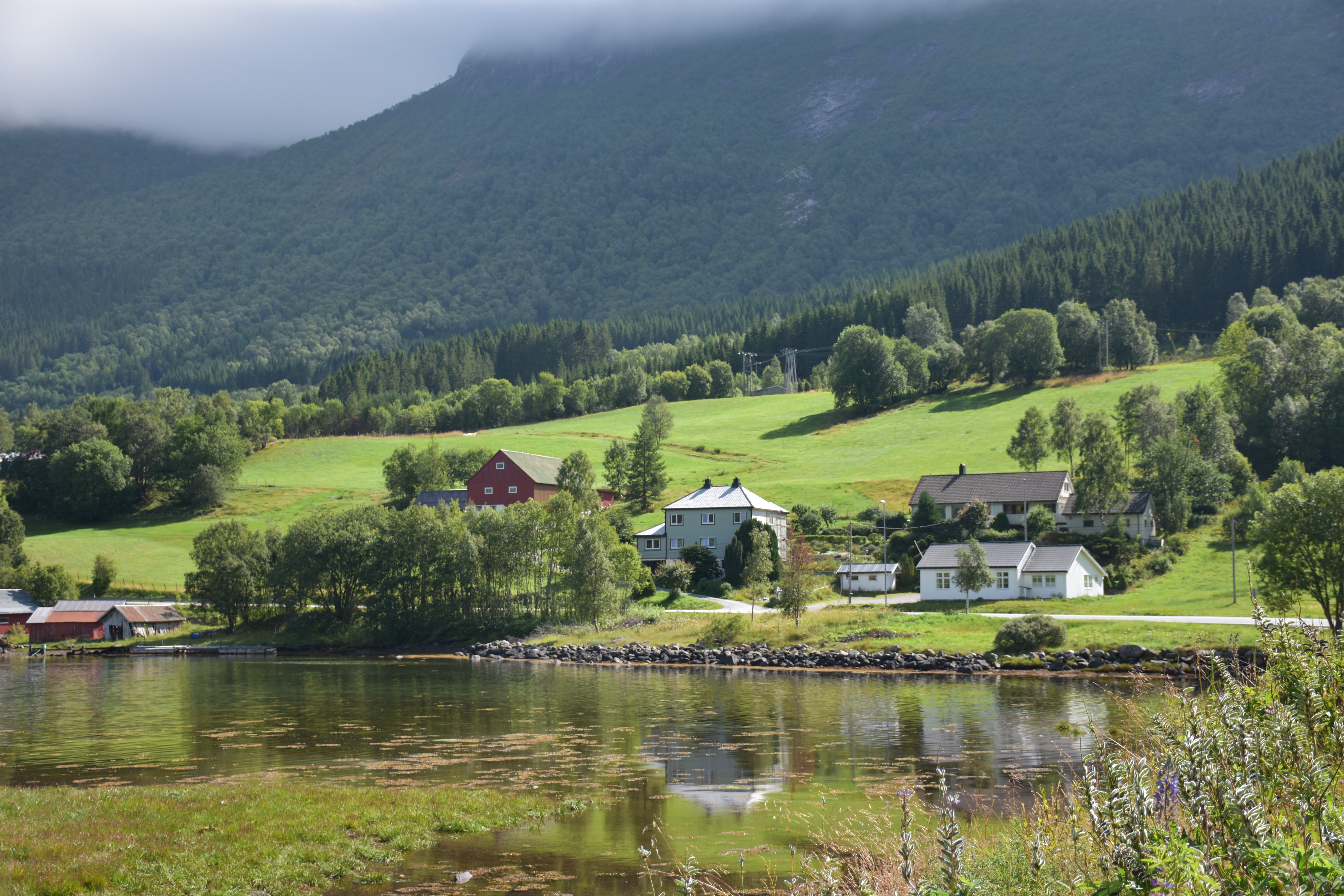
Tomrefjord.
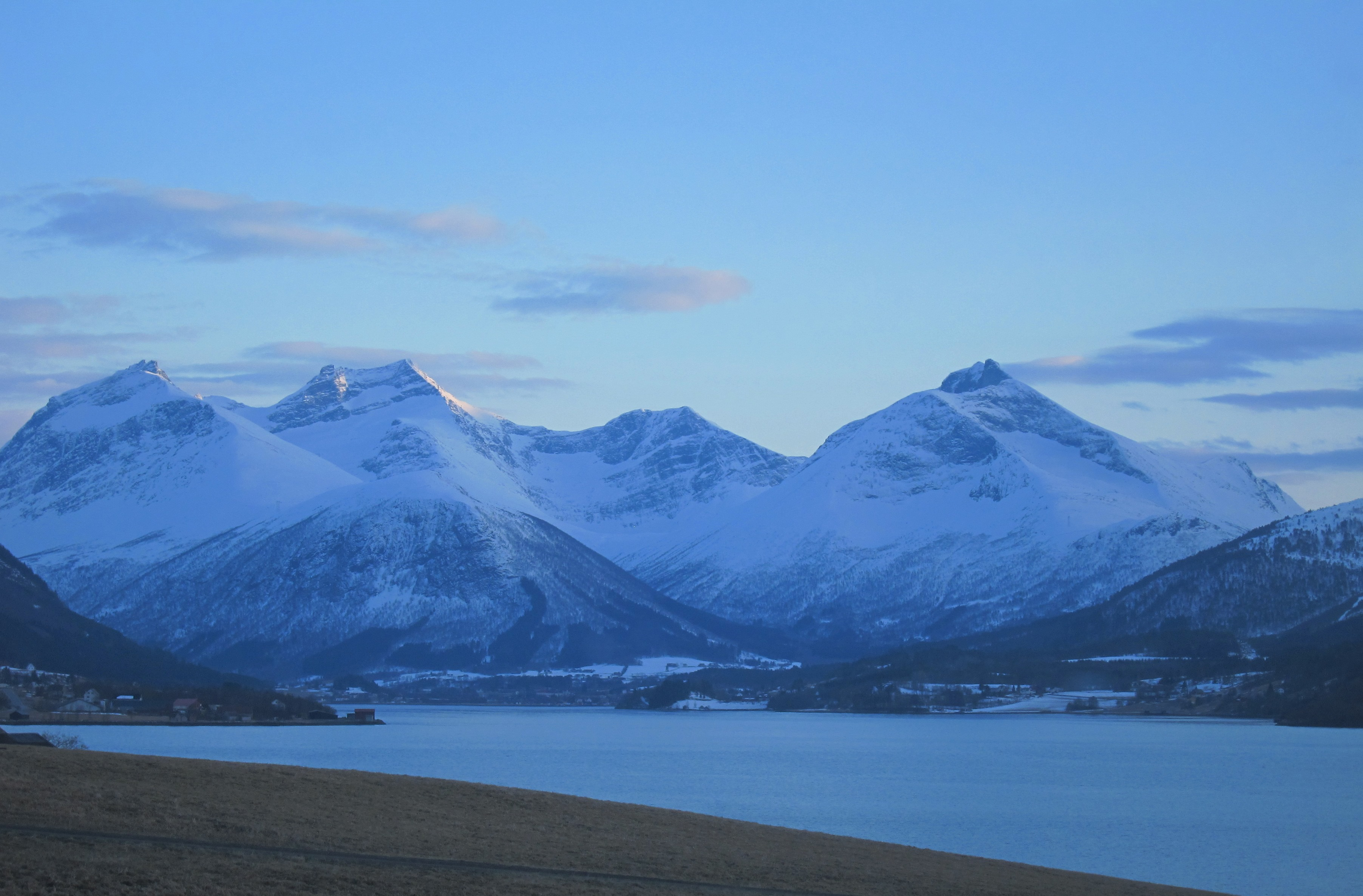
Tresfjorden.